# Alexandru Odobescu, Buzău
Alexandru Odobescu este un sat în comuna Buda din județul Buzău, Muntenia, România.